# Bournonita
La bournonita és un mineral de la classe dels sulfurs que pertany i dona nom al grup de la bournonita. Va ser descoberta el 1805 a Cornualla, en unes mines de la localitat d'Endellion. Per aquesta raó va ser anomenada al principi endelliolita abans que rebés el nom definitiu en honor del mineralogista francès Jacques Louis Bournon (1751-1825). Forma part i dona nom al grup bournonita.

## Característiques
És tritioantimonit de coure i plom, de fórmula química PbCuSbS₃. És extreta en mineria com a mena de plom i coure. Cristal·litza en el sistema ortoròmbic, i generalment presenta un hàbit tabular a causa del predomini del pinacoide basal. Es desenvolupen sovint un gran nombre de cares brillants a les vores i les vèrtex dels cristalls. En general, però, els cristalls estan maclats. La bellesa dels cristalls d'aquest mineral així com la seva distribució espacial fan de la bournonita una espècie molt apreciada pels col·leccionistes de tot el món.
Segons la classificació de Nickel-Strunz, la bournonita pertany a «02.GA: nesosulfarsenats, nesosulfantimonats i nesosulfbismutits sense S addicional» juntament amb els següents minerals: proustita, pirargirita, pirostilpnita, xantoconita, samsonita, skinnerita, wittichenita, lapieita, mückeita, malyshevita, lisiguangita, aktashita, gruzdevita, nowackiita, laffittita, routhierita, stalderita, erniggliita, seligmannita i součekita.

## Formació i jaciments
La bournonita és un mineral d'origen hidrotermal, format en condicions de temperatura baixa o mitjana, el que fa que aparegui associat a altres minerals com la tetraedrita, la boulangerita o la siderita. Als territoris de parla catalana ha estat descrita a Oms (Rosselló), a les Mines de Vetera (Rosselló), a Vilaller (Alta Ribagorça), a la mina de Les Ferreres (Camprodon, Ripollès) i a la mina San Miguel (Ribes de Freser, Ripollès).

## Grup de la bournonita
La bournonita dona nom a aquest grup de minerals compost per dos espècies més a banda d'aquesta: la seligmannita, amb fórmula PbCuAsS₃, i la součekita, amb fórmula PbCuBi(S,Se)₃. Amb la seligmannita forma una sèrie de solució sòlida en què l'antimoni es reemplaça per bismut.